# Montañas Bieszczady
Las montañas Bieszczady (en polaco: Bieszczady; en eslovaco: Beščady; en ucraniano: Бещади; en húngaro: Besszádok) son una cadena montañosa que se extiende desde el extremo sureste de Polonia y el noreste de Eslovaquia hasta el oeste de Ucrania. Forma la parte occidental de los Beskides orientales (en polaco: Beskidy Wschodnie; en ucraniano: Східні Бескиди),  y más generalmente forma parte de los Cárpatos Orientales Exteriores. La cordillera está situada entre el paso de Łupków (640 m) y el paso de Vyshkovskyi (933 m). El pico más alto de las Bieszczady es el monte Pikui (1405 m), en Ucrania. El pico más alto de la parte polaca es el Tarnica (1346 m).

## Término

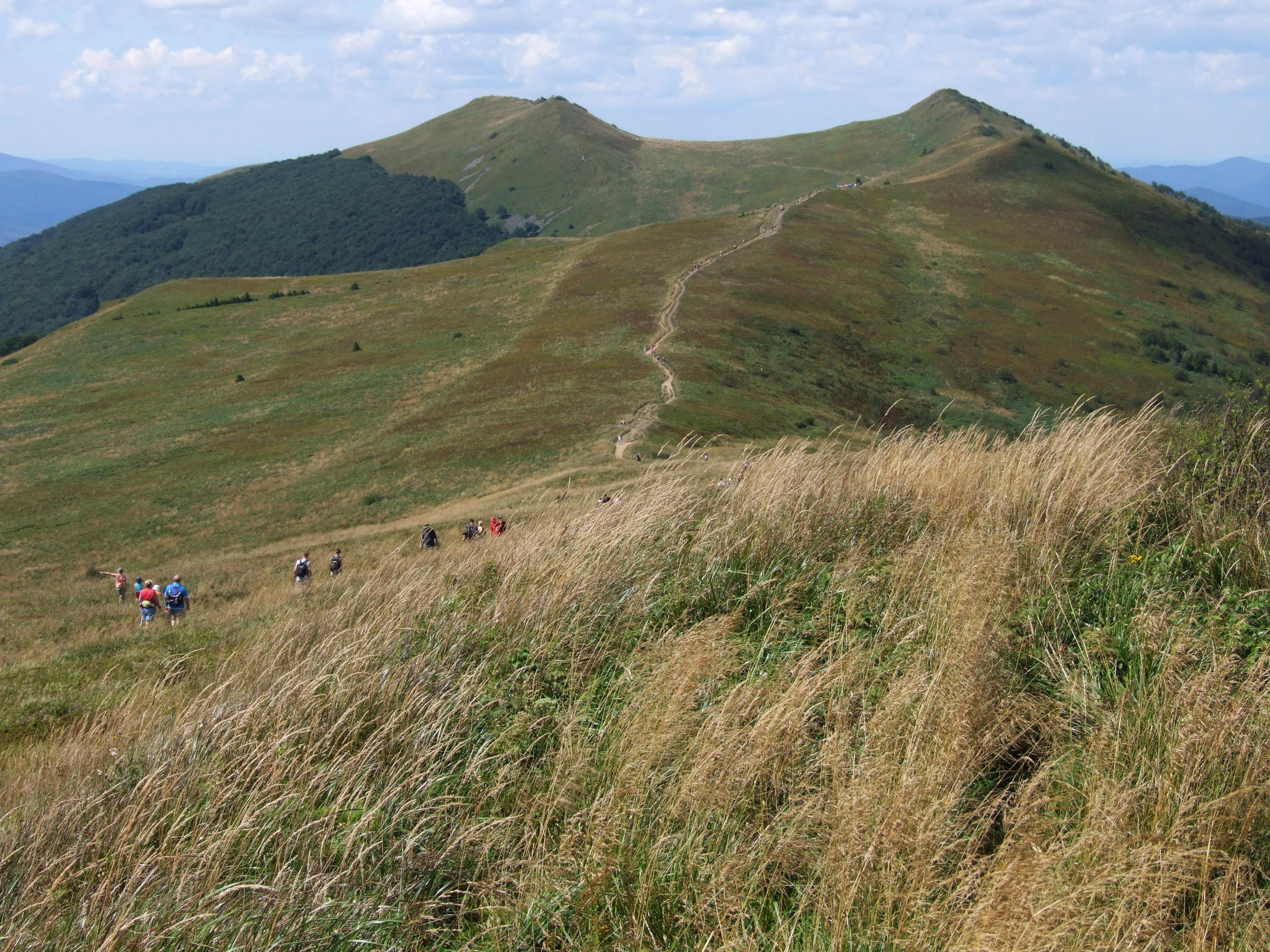
Un sendero típico en las Montañas Bieszczady

El término Bieszczady en Polonia suele referirse (en sentido estricto) a la parte polaca de la región de las montañas Bieszczady, mientras que en sentido amplio también puede referirse a toda la región. En Eslovaquia, la región de Bieszczady se conoce como Beščady (eslovaco: Beščady), mientras que la parte eslovaca de la región se denomina montañas Bukovec (eslovaco: Bukovské vrchy). En Ucrania, la región de Bieszczady se conoce como Бещади (Beščady), mientras que varias partes de la región suelen tener dos o más variantes de nombre (terminología inestable), que suelen contener la palabra Beščady en combinación con algunos otros términos. Históricamente, los términos Bieszczady/Beščady/Бещади se han utilizado durante cientos de años para describir las montañas que separan el antiguo Reino de Hungría de Polonia. Una fuente en latín de 1269 se refiere a ellas como "Beschad Alpes Poloniae" (traducido como: Montañas Bieszczady de Polonia).
La etimología popular polaca sostiene que el término Bieszczady procede de los términos Bies y Czad (posiblemente de Chort), junto con la raíz polaca plural y que da lugar a Bies + czady + y. Algunas historias populares relacionan el origen de las montañas con la actividad demoníaca de los Biesy y Czady, mientras que otras historias populares cuentan que las montañas están pobladas por hordas de Biesy y Czady, de ahí el nombre. Otra posibilidad menos probable es que el término esté relacionado con el bajo alemán medio beshêt, beskēt, que significa cuenca.

## División
Dado que existen muchas variantes de divisiones de las cadenas montañosas y nombres para los Beskides orientales (y los Cárpatos ucranianos en general), se dan varias divisiones a continuación:
División 1:
- Bieszczady occidental (en polaco: Bieszczady Zachodnie; en ucraniano: Західні Бещади  ) principalmente en Polonia y Eslovaquia, incluidas las montañas Bukovec (en eslovaco: Bukovské vrchy)
- Bieszczady oriental (en polaco: Bieszczady Wschodnie; en ucraniano: Східні Бещади ), principalmente en Ucrania, que se extiende hasta los Skole Beskids (en polaco: Beskidy Skolskie; en ucraniano: Сколівські Бескиди  )

División 2:
- Bieszczady occidental: entre el paso de Łupków y el Użocka (paso de Uzsok - 853 m) con el monte Tarnica (1346 m) como el pico más alto; el paso Łupków que separa las Bieszczady de los Beskides bajos y Pogórze Bukowskie
- Bieszczady central, entre el paso de Użocka y el paso de Tukholskyi, con el monte Pikui (1405 m) como el pico más alto
- Bieszczady oriental, entre el paso de Tukholskyi y el paso de Vyshkovskyi, con el monte Charna Repa (1228 m) como el pico más alto

División 3: En una antigua división ucraniana, lo que aquí se define como las Bieszczady en un sentido más amplio corresponde a la parte occidental de la Depresión Media de Cárpatos y a la parte más occidental de los Beskids poloneses.[cita requerida] 

## Historia
La región del sureste de Polonia, que hoy corrsponde a los Bieszczady, fue invadida en la época prerromana por varias tribus, como los celtas, los godos y los vándalos (cultura Przeworsk y cultura Puchov). Tras la caída del Imperio Romano, del que formaba parte la mayor parte del sureste de Polonia (todas las partes por debajo del San), húngaros y eslavos occidentales invadieron la zona.
Posteriormente, la región pasó a formar parte del estado de Gran Moravia. Tras la invasión de las tribus húngaras al corazón del Gran Imperio Moravo alrededor de 899, los lendianos de la zona declararon su lealtad a los húngaros. Luego, la región se convirtió en un lugar de disputa entre Polonia, la Rus de Kiev y Hungría a partir de al menos el siglo IX. Esta zona se menciona por primera vez en el año 981, cuando Volodymyr el Grande de la Rus de Kiev tomó la zona de camino a Polonia. En 1018 volvió a Polonia, en 1031 a la Rus, y en 1340 Casimiro III de Polonia la recuperó.
Bieszczady fue una de las áreas estratégicamente importantes de las montañas de los Cárpatos, duramente disputada en las batallas en el Frente Oriental de la Primera Guerra Mundial durante el invierno de 1914/1915. 
Hasta 1947, el 84% de la población de la parte polaca de las montañas Bieszczadzkie era boyko. El asesinato del general polaco Karol Świerczewski en Jabłonki por el ejército insurgente ucraniano en 1947 fue la causa directa del reemplazo de los Boykos, la llamada Operación Vístula. Posteriormente, la zona quedó prácticamente deshabitada. En 2002, el entonces presidente Aleksander Kwaśniewski lamentó esta operación.
En 1991 se creó la Reserva de la Biosfera de los Cárpatos Orientales de la UNESCO, que engloba una gran parte de la zona y se prolonga hacia Eslovaquia y Ucrania. Comprende el parque nacional de Bieszczady (Polonia), el parque nacional de Poloniny (Eslovaquia) y el parque natural nacional de Uzhansky (Ucrania). Entre los animales que viven en esta reserva se encuentran, entre otros, las cigüeñas negras, los osos pardos, los lobos y los bisontes..

## Rutas de senderismo
- Ruta europea a pie E8
  - Somar - sedlo Baba - Dolná Rakova - Končini - Brezová vaina Bradlom - Polianka - Myjava - Veľká Javorina - Nové Mesto nad Váhom - Machnáč - Trenčín - Košecké Rovné - Fačkovské sedlo - Kunešov - Králová Studna - Donovaly - Chopok - Čertovica - Telgárt - Skalisko - OCP-kúpele - Skalisko - Chata Lajoška - Košice - Malý Šariš - Prešov - mihalov - Kurimka - Dukla - Iwonicz-Zdrój - Rymanów-Zdrój - Puławy - Tokarnia (778 m) - Kamień (717 m) - Komańcza - Cisna - Ustrzyki Górne - Wołosate.

## Deportes de motor
Las montañas se utilizaron como una ronda en la Copa Internacional de Escalada 2014

## Literatura
- Profe. Jadwiga Warszyńska. Karpaty Polskie : przyroda, człowiek i jego działalność; Uniwersytet Jagielloński. Cracovia, 1995 ISBN 83-233-0852-7.
- Profe. Jerzy Kondracki. Geografia fizyczna Polski Warszawa : Państ. Wydaw. Naukowe, 1988, ISBN 83-01-02323-6.